# Saparosaari (ö i Södra Savolax, S:t Michel)
Saparosaari är en ö i Finland. Den ligger i sjön Kuolimo och i kommunen Sankt Michel i den ekonomiska regionen  S:t Michel och landskapet Södra Savolax, i den södra delen av landet, 180 km nordost om huvudstaden Helsingfors. Öns area är 2,3 hektar och dess största längd är 490 meter i sydöst-nordvästlig riktning.